# CS Vielsalm
Club Sportif Vielsalm was een Belgische voetbalclub uit Vielsalm. De club was aangesloten bij de KBVB met stamnummer 1214. De club speelde in haar geschiedenis één seizoen in de nationale reeksen.

## Geschiedenis
Club Sportif Vielsalm kreeg bij toetreding tot de KBVB stamnummer 1214. 
In het seizoen 1937/38 kwam de club uit in de bevorderingsreeks. Het eindigde daar troosteloos laatste met maar 3 punten.
De club bestond toen voornamelijk uit militairen (Chasseurs Ardennais). Door de mobilisatie als gevolg van de dreigende oorlog waren er onvoldoende spelers over waardoor men besliste om de club te ontbinden.
CS Vielsalm werd opnieuw opgericht in 1941 onder dezelfde naam, maar met een nieuw stamnummer (3470). In 2017 fuseerde deze club met RSS Salmienne (stamnummer 555). Onder het stamnummer van laatstgenoemde gaat de club verder onder de naam RCS de la Salm.

## Resultaten
| Seizoen | Klasse | Klasse | Klasse | Reeks         | Punten | Opmerkingen |
|         | I      | II     | III    |               |        |             |
| ------- | ------ | ------ | ------ | ------------- | ------ | ----------- |
| 1937/38 |        |        | 14     | Bevordering B | 3      |             |